# Bangking
bang_king（バンキン）は、岡本茂樹（ボーカル、ギター）、岩田健吾（ギター）、保坂ジョウタ（ベース）、SHOKO（ドラムス）の4名からなる日本のロックバンド。
2008年に現在のメンバーになる。

## メンバー
岡本茂樹（おかもとしげき、12月9日 - 、血液型O型）
ボーカル・ギター担当。静岡県出身、帝京大学理工学部卒業。ほとんどの作品の作詞・作曲を手がけ、過去に発売されたCDジャケットのイラストも自らが描いている。第一学院高等学校でキャンパス長も務めている。2009年和田アキ子とのコラボレーション「Wトラブル」でデビュー。　
岩田健吾（いわたけんご、1985年10月9日 - 、血液型O型）
ギター担当。千葉県出身。12歳のとき朝賀伸介の下でブルースギターを学ぶ。岡本との出会いは16歳のとき。高校を中退して大検を取得するため入学した予備校の担任講師が岡本であった。
保坂ジョウタ（ほさかじょうた、2月15日 - 、血液型A型）
ベース担当。東京都豊島区出身、帝京大学理工学部卒業。大学時代に岡本と出会い、当時はドラムを担当していた。レコーディングエンジニアも務める。通称「性のアミューズメントパーク」。
SHOKO（しょうこ、1月27日 - 、血液型B型）
ドラム担当。東京都豊島区出身。バンドの紅一点。10代の頃に遠藤ミチロウ率いる「ビデオスターリン」のメンバーとして全国各地でライブ活動を展開。2008年にbang_kingに加入。

## 来歴
- 1998年　岡本を中心に「バンドキング」を結成。CD「バギョルレッイのレシピ」発売。
- 1999年　バンド名を「ザバンドキング」に改名。渋谷エッグマンを拠点に各地のライブハウスで精力的に活動をしていた。
- 2000年　CD「ゴクラクヘブン」をエッグマンディスクより発売。スタジオペンタ企画コンテストにおいてグランプリを獲得。ロサンゼルスの名門ライブハウス「ウィスキー・ア・ゴーゴー」にて初の海外ライヴを敢行。
- 2003年　下北沢BASEMENTBARにて初のワンマンライヴ
- 2005年　岩田、保坂が加入。バンド名を「bang king」に改名
- 2006年　ミニアルバム「dawn」を発売。各地でライブ活動を続ける。この年、初の試みとしてアコースティックバージョンでのライブを行う。
- 2007年　ラジオDJ丸山周とのコラボレーションCD「ロッケン牧場」を発売。また自主企画ライブ「N.O.T.S.」をthe NEW AGE、SpineLeatherと共にスタート。
- 2008年　活動の幅を広げるために、岡本がソロでライブイベントに出演。日本テレビの番組「歌スタ!!」に岡本茂樹が出演。和田アキ子のデュエットパートナーに選ばれる。
- 2009年　2月25日岡本と和田アキ子のユニット「Wトラブル」がCD『Brand New PARADISE』発売。バンドとしては、ミニアルバム「doughnut」を発売。

## 概要
正統派ロックの流れとエンターテイメント性を併せ持ったバンドである。自らの企画ライブである「696Mhz下北沢」や「N.O.T.S.」では、岡本が全てのバンドの転換中に「前説」と称したMCを務めている。

## ディスコグラフィ

### オリジナル・アルバム
1. dawn （2006年7月22日）
2. doughnut （2009年11月7日）

### ビデオ・DVD
1. DVD 「bang king」（2006年）

### コラボレーション
1. CD bangkingと丸山周 「ロッケン牧場」 （2007年5月12日）